# Nouvelle génération (collection)
Pour les articles homonymes, voir Nouvelle génération.
Nouvelle génération est une collection de livre de poche des éditions J'ai lu. 

## Historique
Créée en 1998 par Marion Mazauric, la collection « Nouvelle génération », actuellement dirigée par Guillaume Robert, est une subdivision de la collection « Littérature ».
L'ambition de la collection est « de proposer en format poche une nouvelle génération d'écrivains à une nouvelle génération de lecteurs. Loin d'être une vitrine « chic et branchée », cette collection est le laboratoire d'une littérature en mouvement. Une littérature souvent urbaine, rebelle ou subversive ». La collection accueille dès lors des écrivains médiatiques tels Virginie Despentes ou Michel Houellebecq ainsi que de jeunes écrivains au lectorat plus restreint.
En 2008 est paru 10 ans, 10 auteurs, 10 nouvelles, ouvrage collectif regroupant des textes d'auteurs publiés dans la collection, chacun devant commencer sa nouvelle par la première phrase de son premier roman publié dans la collection.
Dans une entrevue accordée à Paris Match (numéro du 16 novembre 2006), Michel Houellebecq déclare à propos de la collection : « La mention "Nouvelle génération" sur les J’ai lu avait agacé tous les participants – nous étions trop individualistes pour nous sentir membres d’une génération ; mais, avec le recul, c’était la vérité ; On a vu arriver des gens qui tenaient leur culture du livre de Poche – c’est-à-dire de la littérature classique, mais aussi de la littérature de genre ».

## Auteurs publiés
Liste non exhaustive
- Poppy Z. Brite :
- Audrey Diwan
- Chloé Delaume
- Virginie Despentes
- Guillaume Dustan
- Michel Houellebecq
- Sophie Jabès
- Philippe Jaenada
- Lola Lafon
- Thomas Lélu
- Claire Legendre
- Guillaume Le Touze
- Simon Liberati
- Pierre Mérot
- Cyril Montana
- Lorette Nobécourt
- Nicolas Pages
- Vincent Ravalec
- Nicolas Rey
- Anna Rozen
- Ann Scott
- Florian Zeller

## Sources
- Article sur la collection sur Buzz… littéraire.